# 姜诗
姜詩（生卒年不詳），字士遊，益州廣漢郡雒縣人。東漢時期官吏，官至郎中，他與其妻龐行為《二十四孝》中涌泉跃鲤的主角。

## 生平

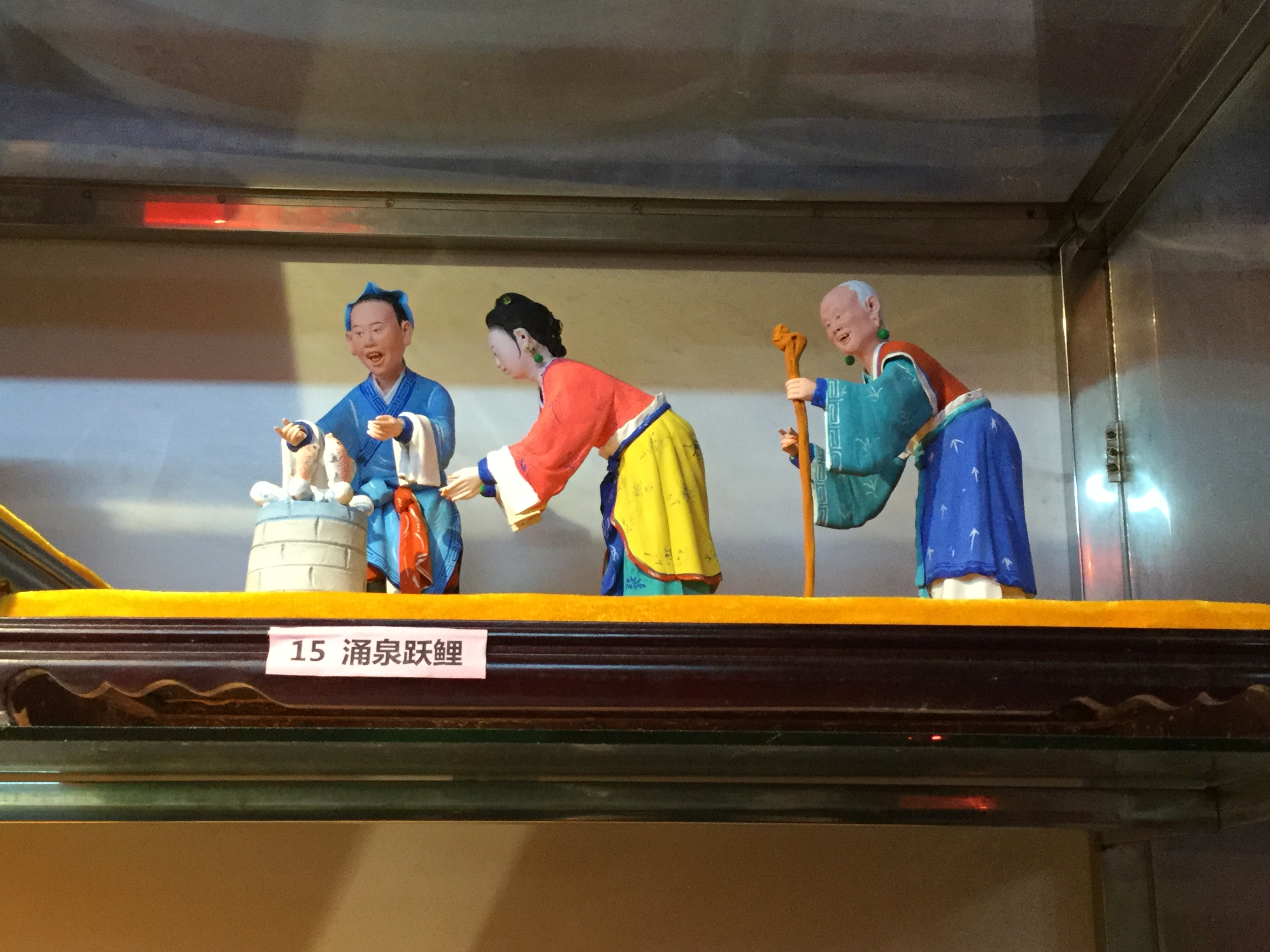
涌泉跃鲤

### 與妻伺母
姜詩伺候母親，十分孝順，其妻龐行亦非常孝順。姜詩的母親喜歡飲江水，但水源離家六、七里，龐氏常提著桶去汲江水給姜母喝。有一次龐氏遇上大風，不能及時回家，姜母十分口渴，姜詩責備龐氏，並且趕走她。龐氏惟有暫住在鄰家，每天不分日夜纺织，用纺织得来的钱到市場買珍饈，煮好飲食，叫鄰家女人送給姜母吃。
久而久之，姜母奇怪地問鄰家女人是誰送來，鄰家女人和盤托出。姜母感到慚愧，叫回龐氏，恩情、養護愈來愈勤懇。後其子因要到遠處提桶去汲水而溺死，龐氏怕姜母哀傷，不敢對他說，而藉詞說他出外行學了。姜母又愛吃魚鱠，又不能獨自食用，夫婦二人常盡力做好魚鱠，叫鄰家女人一同共享。

### 涌泉跃鲤
一日，屋舍旁边忽然湧出泉水，味道有如江水，每天都會跳出兩條鯉魚，夫婦二人便用來供養母親用膳。一次，有赤眉散賊到達姜詩鄉里，率兵經過姜詩家時說：「驚大孝必觸鬼神。（驚動大孝子必定觸怒鬼神。）」便不騷擾姜詩一家。當年又正值饑荒，散賊便送米肉給姜詩，姜詩接受並且收起，一家得以安全。

### 任官時期
60年，察為孝廉，漢明帝下詔道：「大孝入朝，凡諸舉者一聽平之。（大孝之人都可入朝，凡是各薦舉的人一聽得平。）」於是被拜為郎中，同時兼任江陽令，在任時逝世。所居住、治理的地方，鄉民都為他立祀。

## 評價
《後漢書》贊龐氏曰：「端操有蹤，幽閑有容。區明風烈，昭我管彤。」
《二十四孝》詩曰：「舍侧甘泉出，一朝双鲤鱼。子能知事母，妇更孝于姑。」 

## 延伸阅读
[在维基数据编辑]
 《後漢書·卷84》，出自范晔《後漢書》
 《東觀漢記》
 在维基共享资源阅览影像